# Sebastian Prödl
Sebastian Prödl (nascut el 21 de juny de 1987) és un futbolista austríac que actualment juga de defensa pel Werder Bremen.